# Çalıkağıl
Çalıkağıl (kurdisch: Maskan-ı Herdif oder kurz: Herdif) ist ein Dorf im Landkreis Yayladere der türkischen Provinz Bingöl. Çalıkağıl liegt etwa 20 km nördlich der Kreishauptstadt Yayladere.  Das Dorf liegt in einer gebirgigen Region auf 1.730 m über dem Meeresspiegel, unweit der Grenze zur Provinz Tunceli. Çalıkağıl war im Jahre 2000 verlassen und hatte laut Bevölkerungsfortschreibung Ende 2010 insgesamt 62 Einwohner.
Das Dorf war bis zum Völkermord von Armeniern besiedelt, die als Handwerker für die umliegenden Dörfer arbeiteten. Ihr handwerkliches Geschick schlug sich auch in der Architektur des Dorfes wieder. Erst danach soll sich der Stamm der Maskan im Dorf niedergelassen haben. Der kurdische Name wurde in der Form "Meskanıherdif" ins Grundbuch aufgenommen.
Im Jahre 1994 waren Çalıkağıl und Umgebung Schauplatz heftiger Kämpfe zwischen Armee und PKK. Guerillakämpfer der damals so genannten ARGK überfielen die örtliche Gendarmerie-Kaserne und töteten 12 Soldaten. Das Dorf wurde im Rahmen dieser Auseinandersetzungen drei Jahre später von der Armee aus Sicherheitsgründen zerstört und von der Dorfbevölkerung aufgegeben. Im Jahre 2000 begann eine langsame Wiederansiedlung. Die Anzahl der Bewohner ist derzeit (Stand 2010) saisonabhängig. Zahlreiche Bewohner verbringen nur den Sommer in Çalıkağıl. Die Bewohner fühlen sich Dersim zugehörig. In Çalıkağıl beginnt auch das Verbreitungsgebiet des Zazaischen.
Im Jahre 2005 entführten Kräfte der PKK den Bürgermeister Yayladeres in der Nähe Çalıkağıls.